# Molophilus (Molophilus) chloris
Molophilus (Molophilus) chloris is een tweevleugelige uit de familie steltmuggen (Limoniidae). De soort komt voor in het Australaziatisch gebied.